# Atchison (Kansas)
Atchison è un comune (city) degli Stati Uniti d'America e capoluogo della contea di Atchison nello Stato del Kansas. La popolazione era di 11 021 persone al censimento del 2010.
La città prende questo nome in onore di David Rice Atchison, un senatore degli Stati Uniti proveniente dal Missouri, e in origine era il capolinea orientale della Atchison, Topeka and Santa Fe Railway.
Qua nacque l'aviatrice Amelia Earhart. 

## Geografia fisica
Atchison è situata a 39°33′45″N 95°07′42″W (39.562499, -95.128257).
Secondo lo United States Census Bureau, ha un'area totale di 8,29 miglia quadrate (21,47 km²).

## Società

### Evoluzione demografica
Secondo il censimento del 2010, c'erano 11 021 persone.

### Etnie e minoranze straniere
Secondo il censimento del 2010, la composizione etnica della città era formata dall'87,9% di bianchi, il 7,2% di afroamericani, lo 0,6% di nativi americani, lo 0,5% di asiatici, lo 0,1% di oceanici, lo 0,7% di altre razze, e il 3,1% di due o più etnie. Ispanici o latinos di qualunque razza erano il 2,7% della popolazione.